# تی‌آرتی کودک
تی‌آرتی کودک (ترکی استانبولی: TRT Çocuk) یک شبکه تلویزیونی دولتی ترکیه است. این شبکه، برنامه‌های مختص کودکان را مانند کارتون و سرگرمی به صورت ۲۴ ساعته پخش می‌کند.